# Evacanthus rufescens
Evacanthus rufescens är en insektsart som beskrevs av Kuoh 1987. Evacanthus rufescens ingår i släktet Evacanthus och familjen dvärgstritar. Inga underarter finns listade i Catalogue of Life.